# Prieuré de Rosey
Le prieuré de Rosey est un prieuré situé à Rosey, en France.

## Localisation
Le prieuré est situé sur la commune de Rosey, dans le département français de la Haute-Saône.

## Historique
L'édifice est inscrit au titre des monuments historiques en 2008.